# Аяс (Валле-д'Аоста)
Аяс (фр. Ayas) — муніципалітет в Італії, у регіоні Валле-д'Аоста.
Аяс розташований на відстані близько 590 км на північний захід від Рима, 30 км на схід від Аости.
Населення — 1417 осіб (2014).
Щорічний фестиваль відбувається 11 листопада. Покровитель — Мартин Турский.

## Демографія
Населення за роками:

Станом на 1 січня 2023 року в муніципалітеті офіційно проживало 96 іноземців з 20 країн, серед них 54 громадяни країн Євросоюзу та 1 громадянин України.

## Сусідні муніципалітети
- Брюссон
- Шамуа
- Шатійон
- Грессоне-Ла-Триніте
- Грессоне-Сен-Жан
- Ла-Магделен
- Сен-Венсан
- Вальтурнанш
- Церматт